# Soltskov
Soltskov (dansk) eller Großsoltholz (tysk) er en landsby beliggende syd for Store Solt i det vestlige Angel i Sydslesvig. Administrativt hører Soltskov under Store Solt Kommune i Slesvig-Flensborg kreds i den nordtyske delstat Slesvig-Holsten. I kirkelig henseende hører landsbyen til Store Solt Sogn. Sognet lå i Ugle Herred (Flensborg Amt, Sønderjylland), da området tilhørte Danmark.
Soltskov er første gang nævnt 1669. Navnet beskriver en Store Solt tilhørende skov. Vest for landsbyen ligger Bybjerg (Bübarg) og lidt længere i vest Store Solt Mose og Frørup Bjerge, i syd i nabosognet Havetoft Hostrupskov. Området sydvest for Soltskov (mellem Soltskov, Frørup Skov, Hostrupskov, Hedebjerg og Sønder Smedeby) var udstrakt hedeland.